# Copa América 1997
Die Copa América 1997 war die 38. Ausspielung der südamerikanischen Kontinentalmeisterschaft im Fußball und fand vom 11. Juni bis 29. Juni zum zweiten Mal nach 1963 in Bolivien statt. Wie bei den beiden vorherigen Turnieren 1993 und 1995 nahmen wieder zwei nicht südamerikanische Gastmannschaften teil. Dies waren Costa Rica und Mexiko.
Am Austragungsmodus änderte sich nichts. Gespielt wurde in einer Kombination aus Gruppenphase und anschließender K.-o.-Runde. Die Gruppenphase wurde in drei Gruppen zu je vier Mannschaften gespielt. Das Viertelfinale erreichten die beiden besten Mannschaften jeder Gruppe sowie die zwei besten Drittplatzierten. Bei Punktgleichheit entschied das Torverhältnis. In der Finalrunde gab es bei unentschiedenen Spielstand nach 90 Minuten keine Verlängerung, sondern gleich ein Elfmeterschießen. Titelverteidiger Uruguay musste wie gehabt bereits in der Gruppenphase antreten. In den Gruppen A und C wurden die Spiele im Rahmen von Doppelveranstaltungen jeweils an einem Tag im gleichen Stadion ausgetragen.
Brasilien gewann alle seine sechs Spiele und damit zum insgesamt fünften Mal die Copa América. Erstmals konnte die Seleção außerhalb des eigenen Landes triumphieren. Durch den Gewinn der Copa América war Brasilien als Vertreter Südamerikas für den FIFA-Konföderationen-Pokal 1999 qualifiziert. Allerdings nahm Brasilien durch den Verzicht von Weltmeister Frankreich bereits als amtierender „Vizeweltmeister“ an diesem Turnier teil, so dass Finalist Bolivien nachrückte.

## Spielorte
| La Paz |

| Cochabamba |

| Santa Cruz de la Sierra |

| Sucre |

| Oruro |

| La Paz |

| Cochabamba |

| Santa Cruz de la Sierra |

| Sucre |

| Oruro |

## Gruppenphase

### Gruppe A
| Pl. | Land        | Sp. | S | U | N | Tore    | Diff. | Punkte |
| --- | ----------- | --- | - | - | - | ------- | ----- | ------ |
| 1.  | Ecuador     | 3   | 2 | 1 | 0 | 004:100 | +3    | 07     |
| 2.  | Argentinien | 3   | 1 | 2 | 0 | 003:100 | +2    | 05     |
| 3.  | Paraguay    | 3   | 1 | 1 | 1 | 002:300 | −1    | 04     |
| 4.  | Chile       | 3   | 0 | 0 | 3 | 001:500 | −4    | 0      |

|                                                      |   |             |           |
| 11. Juni 1997 in Cochabamba (Estadio Félix Capriles) |   |             |           |
| Ecuador                                              | – | Argentinien | 0:0       |
| Paraguay                                             | – | Chile       | 1:0 (1:0) |
| 14. Juni 1997 in Cochabamba (Estadio Félix Capriles) |   |             |           |
| Paraguay                                             | – | Ecuador     | 0:2 (0:0) |
| Argentinien                                          | – | Chile       | 2:0 (0:0) |
| 17. Juni 1997 in Cochabamba (Estadio Félix Capriles) |   |             |           |
| Chile                                                | – | Ecuador     | 1:2 (0:1) |
| Paraguay                                             | – | Argentinien | 1:1 (0:0) |

### Gruppe B
| Pl. | Land      | Sp. | S | U | N | Tore    | Diff. | Punkte |
| --- | --------- | --- | - | - | - | ------- | ----- | ------ |
| 1.  | Bolivien  | 3   | 3 | 0 | 0 | 004:000 | +4    | 09     |
| 2.  | Peru      | 3   | 2 | 0 | 1 | 003:200 | +1    | 06     |
| 3.  | Uruguay   | 3   | 1 | 0 | 2 | 002:200 | ±0    | 03     |
| 4.  | Venezuela | 3   | 0 | 0 | 3 | 000:500 | −5    | 0      |

|                                                  |   |           |           |
| 12. Juni 1997 in Sucre (Estadio Olímpico Patria) |   |           |           |
| Peru                                             | – | Uruguay   | 1:0 (0:0) |
| 12. Juni 1997 in La Paz (Estadio Hernando Siles) |   |           |           |
| Bolivien                                         | – | Venezuela | 1:0 (0:0) |
| 15. Juni 1997 in Sucre (Estadio Olímpico Patria) |   |           |           |
| Uruguay                                          | – | Venezuela | 2:0 (1:0) |
| 15. Juni 1997 in La Paz (Estadio Hernando Siles) |   |           |           |
| Bolivien                                         | – | Peru      | 2:0 (1:0) |
| 18. Juni 1997 in Sucre (Estadio Olímpico Patria) |   |           |           |
| Peru                                             | – | Venezuela | 2:0 (1:0) |
| 18. Juni 1997 in La Paz (Estadio Hernando Siles) |   |           |           |
| Bolivien                                         | – | Uruguay   | 1:0 (1:0) |

### Gruppe C
| Pl. | Land       | Sp. | S | U | N | Tore    | Diff. | Punkte |
| --- | ---------- | --- | - | - | - | ------- | ----- | ------ |
| 1.  | Brasilien  | 3   | 3 | 0 | 0 | 010:200 | +8    | 09     |
| 2.  | Mexiko     | 3   | 1 | 1 | 1 | 005:500 | ±0    | 04     |
| 3.  | Kolumbien  | 3   | 1 | 0 | 2 | 005:500 | ±0    | 03     |
| 4.  | Costa Rica | 3   | 0 | 1 | 2 | 002:100 | −8    | 01     |

|                                                      |   |            |           |
| 13. Juni 1997 in Santa Cruz (Estadio Ramón Aguilera) |   |            |           |
| Mexiko                                               | – | Kolumbien  | 2:1 (2:0) |
| Brasilien                                            | – | Costa Rica | 5:0 (2:0) |
| 16. Juni 1997 in Santa Cruz (Estadio Ramón Aguilera) |   |            |           |
| Kolumbien                                            | – | Costa Rica | 4:1 (2:0) |
| Brasilien                                            | – | Mexiko     | 3:2 (0:2) |
| 19. Juni 1997 in Santa Cruz (Estadio Ramón Aguilera) |   |            |           |
| Mexiko                                               | – | Costa Rica | 1:1 (1:0) |
| Brasilien                                            | – | Kolumbien  | 2:0 (1:0) |

### Drittplatzierte
| Pl. | Land      | Sp. | S | U | N | Tore    | Diff. | Punkte |
| --- | --------- | --- | - | - | - | ------- | ----- | ------ |
| 1.  | Paraguay  | 3   | 1 | 1 | 1 | 002:300 | −1    | 04     |
| 2.  | Kolumbien | 3   | 1 | 0 | 2 | 005:500 | ±0    | 03     |
| 3.  | Uruguay   | 3   | 1 | 0 | 2 | 002:200 | ±0    | 03     |

## Viertelfinale
|                                                      |   |             |                      |
| 21. Juni 1997 in Sucre (Estadio Olímpico Patria)     |   |             |                      |
| Peru                                                 | – | Argentinien | 2:1 (1:0)            |
| 21. Juni 1997 in La Paz (Estadio Hernando Siles)     |   |             |                      |
| Bolivien                                             | – | Kolumbien   | 2:1 (2:0)            |
| 22. Juni 1997 in Cochabamba (Estadio Félix Capriles) |   |             |                      |
| Mexiko                                               | – | Ecuador     | 1:1 (1:1), 4:3 i. E. |
| 22. Juni 1997 in Santa Cruz (Estadio Ramón Aguilera) |   |             |                      |
| Brasilien                                            | – | Paraguay    | 2:0 (2:0)            |

## Halbfinale
|                                                      |   |        |           |
| 25. Juni 1997 in La Paz (Estadio Hernando Siles)     |   |        |           |
| Bolivien                                             | – | Mexiko | 3:1 (2:1) |
| 26. Juni 1997 in Santa Cruz (Estadio Ramón Aguilera) |   |        |           |
| Brasilien                                            | – | Peru   | 7:0 (4:0) |

## Spiel um Platz 3
|                                                 |   |      |           |
| 28. Juni 1997 in Oruro (Estadio Jesús Bermúdez) |   |      |           |
| Mexiko                                          | – | Peru | 1:0 (0:0) |

## Finale
|                                                  |   |          |           |
| 29. Juni 1997 in La Paz (Estadio Hernando Siles) |   |          |           |
| Brasilien                                        | – | Bolivien | 3:1 (1:1) |

## Beste Torschützen
| Rang | Spieler          | Tore |
| ---- | ---------------- | ---- |
| 1    | Luis Hernández   | 6    |
| 2    | Ronaldo          | 5    |
| 3    | Marcelo Gallardo | 3    |
|      | Erwin Sánchez    | 3    |
|      | Leonardo         | 3    |
|      | Romário          | 3    |